# مطار دونيتسك الدولي
مطار دونيتسك الدولي (بالأوكرانية: Міжнародний аеропорт "Донецьк") (إياتا: DOK، إيكاو: UKCC) هو مطار دولي كان يخدم مدينة دونيتسك، أوكرانيا. أصبح المطار خارج الخدمة سنة 2014، بعدما تم تدميره خلال الحرب في دونباس.
في 26 مايو 2014، استولى الانفصاليون من جمهورية دونيتسك بمساعدة فنية من روسيين على المطار بعد فوز بترو بوروشينكو في الانتخابات الرئاسية الأوكرانية عام 2014.واستجابة لذلك، شنت القوات الأوكرانية هجمات جوية لاستعادة السيطرة عليها من المتحاربين. أبلغ عن مقتل اثنين من المدنيين و38 من المقاتلين، واستعادت القوات المسلحة الأوكرانية السيطرة على المطارومنذ ذلك اليوم لم تستأنف الخدمة في المطار.

## مراجع

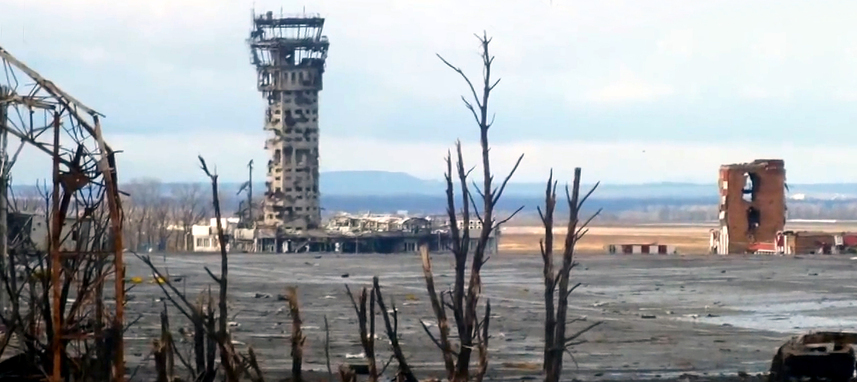
صورة تظهر المطار بعد تدميره في 24 ديسمبر 2014

## إحصائيات
| السنة | المسافرون                                 | التغير مقارنة بالسنة الماضية |
| ----- | ----------------------------------------- | ---------------------------- |
| 2009  | 0488,100                                  |                              |
| 2010  | 0612,200                                  | ▲025.4%                      |
| 2011  | 0829,300                                  | ▲035.5%                      |
| 2012  | 1,000,000                                 | ▲020.6%                      |
| 2013  | 1,110,400                                 | ▲011.0%                      |
| 2014  | 0346,700 (تم إغلاقه بسبب الحرب في دونباس) | ▼068.8%                      |
| 2015  |                                           | ▼100.0%                      |
| 2016  |                                           |                              |